# Joseph Masclanis
Joseph Masclanis, né le 25 mars 1858 à Ramouzens (Gers) et mort le 24 juin 1943 à Ramouzens, est un homme politique français.

## Biographie
Docteur en médecine et viticulteur, il devient maire de Ramouzens, puis conseiller général et enfin président du conseil général. Il se présente alors aux sénatoriales de 1920 où il est élu. Il siège au groupe de la Gauche radicale. Battu aux sénatoriales de 1924, il se présente aux législatives en 1928 et est élu. Il retrouve les bancs radicaux. Ayant le très puissant journal de la Dépêche de Toulouse contre lui, il est largement battu en 1932 et quitte la vie parlementaire, ne conservant que son mandat de maire.

## Sources
- « Joseph Masclanis », dans le Dictionnaire des parlementaires français (1889-1940), sous la direction de Jean Jolly, PUF, 1960 [détail de l’édition]